# Edgardo Antoñana
Edgardo Antoñana (Plaza Huincul, 28 de marzo de 1955 – Pinamar, 2 de octubre de 2017) fue un locutor, periodista, productor de televisión, y conductor de televisión y radio argentino.

## Biografía
Nació en la provincia de Neuquén, en una pequeña ciudad llamada Plaza Huincul, en medio de la meseta patagónica. Al terminar el colegio secundario se fue a la capital de Neuquén a estudiar historia. Rápidamente consiguió trabajo en una radio local, en la sección de deportes, debido a que era un apasionado del fútbol e hincha fanático del Club Atlético Independiente. Estudió periodismo y locución en Buenos Aires, trabajó en Radio Argentina, Radio Belgrano y en la revista Gente. 
Al concluir sus estudios, el Instituto de periodismo le ofreció una beca para irse a estudiar a Italia y decidió irse al Viejo Continente a tratar de alcanzar su sueño de ser reportero de la BBC, la radio que escuchaba todas las noches con su madre. Estuvo en Italia y luego fue a Suiza, donde trabajó en cosas vinculadas a la agricultura y recolección de frutas, y luego a Barcelona donde trabajó como vendedor de flores. Luego de mudarse a Alemania, el único trabajo que consiguió fue cuidando caballos para unos polistas adinerados. 
Llegó a Inglaterra como acompañante del equipo de polo, del cual cuidaba sus caballos, y se presentó en la BBC de Londres donde finalmente consiguió cumplir su sueño y fue contratado en el Servicio latinoamericano de la BBC. Entre sus más conocidas anécdotas durante su estadía en Inglaterra, recordaba:

No me voy a olvidar nunca: cuando la Argentina volteó el HMS Sheffield yo entré a un pub británico y había un gran silencio porque para ellos que un país del tercer mundo les hundiera un barco era una tragedia. Recuerdo que pedí una cerveza y había unos tipos altos, grandes, con tatuajes, que me notaron el acento y uno de ellos me preguntó de dónde era. Le dije que era de Latinoamérica, sin especificaciones, por las dudas. Me preguntaron si conocía algún argentino y si les podía hacer un favor: "Si usted ve un argentino, le puede pedir disculpas de mi parte" (se emociona). Resultó que eran de la Royal Navy. Me quebré y me fui.

Trabajó en la gerencia de noticias de ATC durante 1980,  en los años de la dictadura. En 1983, con el retorno de la democracia, decide regresar a su país natal y dejar atrás su sueño. Ya de regreso en Argentina, comienza a trabajar en Canal 9 y Canal 7 para este último canal cubrió el Mundial de Italia 1990 desde los estudios centrales junto a Mauro Viale, Antonio Carrizo, Carlos Barulich, Guillermo Canepa y Óscar Gómez Sánchez. Fue despedido de ATC (durante una controvertida disputa con un productor sobre el tema Malvinas) y posteriormente se convirtió en productor periodístico de Susana Giménez durante dos años y medio en la época más importante de rating televisivo. Su carrera continuó por distintos caminos en varios medios, desde 1998 conducía el noticiero de los fines de semana, por la mañana, por la señal de cable TN además de TN Internacional en diversas oportunidades. 
El 18 de julio de 1994 condujo la emisión especial de ATC 24 por el Atentado a la AMIA, junto a Marisa Caccia.
En el año 2008 fue sometido a una exitosa angioplastia coronaria de urgencia con el equipo del cardiólogo intervencionista Luis de la Fuente en la clínica Suizo Argentina.
Antoñana falleció el 2 de octubre de 2017 en la localidad de Pinamar, a raíz un aneurisma cerebral.